# Jacksepticeye
Seán William McLoughlin, ismertebb nevén Jacksepticeye (1990. február 7. –) ír youtuber, legismertebb tevékenységei a vlogok és a komikus  Let's Play sorozat. 2021 májusára már csatornája több mint 14,1 milliárd megtekintéssel és 27 millió feliratkozóval rendelkezik, és ez a legtöbbet nézett ír csatorna. Részt vett adománygyűjtésekben, amelyek milliókat gyűjtöttek jótékonysági célokra.

## Korábbi életrajza
Seán William McLoughlin 1990. február 7-én született Cloghanban, Offaly megyében, John (1935 körül - 2021. január 27.) és Florrie McLoughlin öt gyermeke közül a legfiatalabb. Jacksepticeye (Jack fertőző szem) becenevet kapott egy olyan futballmeccs során történt baleset után, amelyben megsérült a szeme. Tinédzserként szüleivel egy faházba költözött Ballycumberbe, Offaly megyébe. A Raised to the Ground nevű dallamos death metal hatású metalcore együttes dobosa volt, akivel 2009- ben kiadott egy Risen from the Ashes című zeneszámot Ezután egy Athlone-beli lakásba költözött.

## Karrier

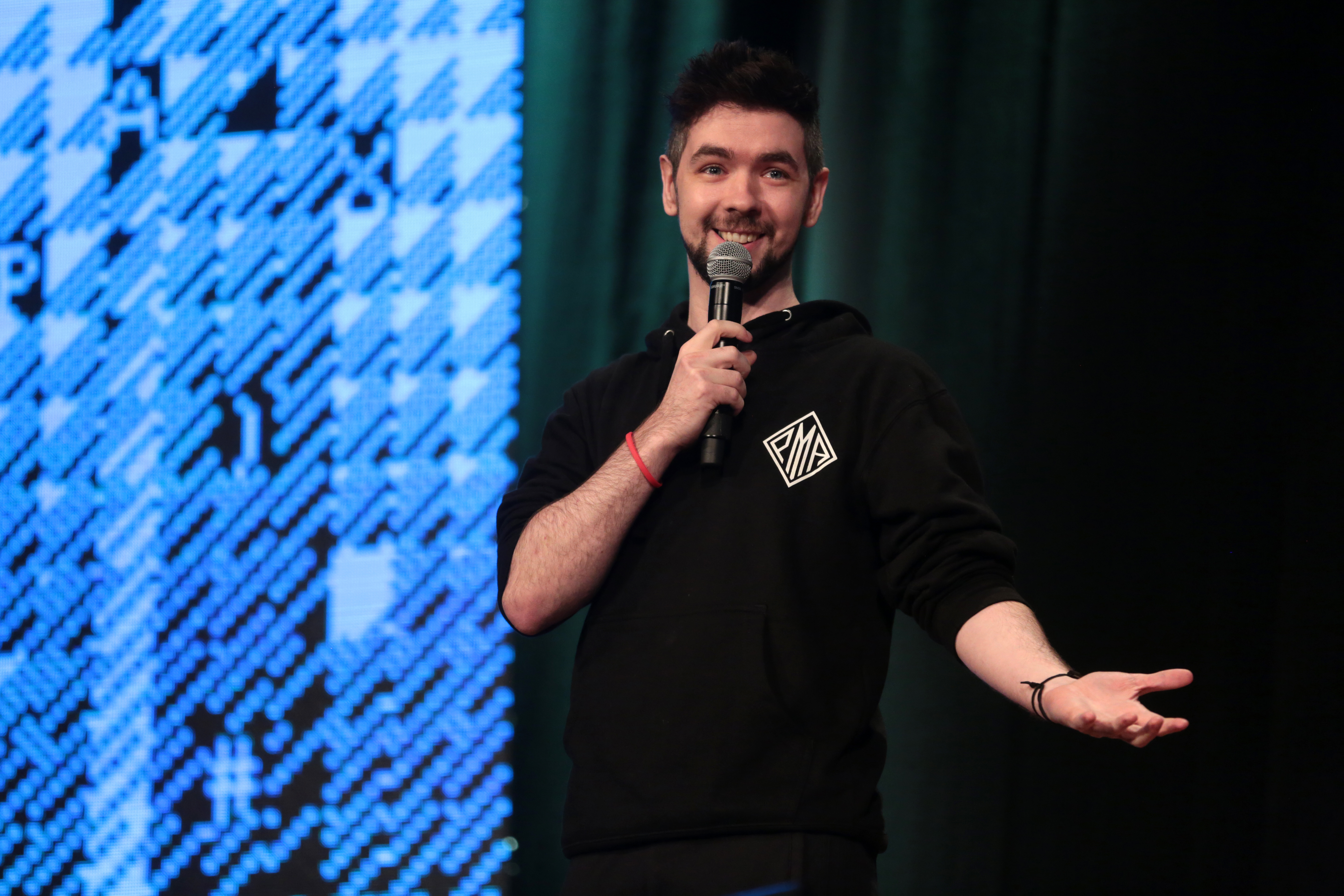
McLoughlin 2018 szeptemberében, a PAX West fesztivál ideje alatt, Seattle-ben, Washingtonban

McLoughlin 2007. február 24-én csatlakozott a YouTube-hoz, de csak 2012 novemberében kezdte el feltölteni a videókat, amikor "jacksepticeye" néven kezdett dolgozni csatornáján, játékvideókat tett közzé. 2013-ban megemlítették egy PewDiePie videóban, ami miatt 2500 feliratkozóról négy nap alatt 15 000-re emelkedett. 2014 júliusában csatornája több mint 57 millió megtekintést kapott. Akkoriban csatornájának csak 800 000 feliratkozója volt. 2015 februárjára a csatorna elérte az egymilliárd megtekintést és 3,2 millió feliratkozót. 2016 januárjában ő volt az egyik első YouTube-felhasználó, akit a PewDiePie hálózata, a Revelmode aláírt.
2016 folyamán McLoughlin továbbra is napi 2 videót töltött fel, miközben gyakran együttműködött más YouTube-játékosokkal is. A közös videósorozat során Prop Huntot játszott olyan YouTube-társakkal, mint Markiplier, LordMinion777 és Muyskerm. Ez volt az első év, amikor az "éves" flip flip kihívásban versenyzett a PewDiePie ellen, ezen a versenyen feldobtak egy üveget, és akinek nem landol, annak meg kell néznie egy Reddit 50/50 bejegyzést. Miután az első epizód 2016 decemberében készült, a hagyomány felfüggesztésre került, amíg 2019 májusában, majd 2020 májusában még egyszer elkészítették.  
McLoughlin együtt játszott antagonistaként a YouTube Red Scare PewDiePie című műsorának második évadjában. A szezont azonban a megjelenése előtt lemondták a PewDiePie körüli viták miatt.  A sorozat premierjét 2017. március 9-re tervezték.
2017. február 18-án McLoughlin közzétette a "Let's Talk!" című videót YouTube-csatornájára, de PewDiePie  antiszemita képek használata miatt kivágták a Maker Studiosból. Ebben tisztázta, hogy bár PewDiePie támogatójaként tweetelt, nem engedte meg cselekedeteit, és úgy gondolta, hogy bocsánatkérőbb lehetett. Összességében McLoughlin kijelenti: "Még mindig barátkozhat valakivel, de nem ért egyet valamivel, amit csinál. Nem hinném, hogy a világ ilyen fekete-fehér."
Másnap azonban tweetelt, hogy megbánta, hogy PewDiePie kritizálására összpontosított a videóban, mondván, hogy "naiv" volt. A Tumblr- bejegyzésben azt mondta, legfőbb sajnálata, hogy nem kommentálta a mainstream média vitáról szóló beszámolóját, és kijelentette, hogy "a médiával kapcsolatban néhány etikátlan gyakorlat volt, sok a téves ajánlat és a félrevezetés". A vita után megerősítést nyert, hogy a Disney leállította a Revelmode hálózatot. Ezután McLoughlin szerződést kötött a Disney Digital Network-kel.

## Fordítás
Ez a szócikk részben vagy egészben  a   Jacksepticeye című angol Wikipédia-szócikk ezen változatának fordításán alapul.  Az eredeti cikk szerkesztőit annak laptörténete sorolja fel. Ez a jelzés csupán a megfogalmazás eredetét és a szerzői jogokat jelzi, nem szolgál a cikkben szereplő információk forrásmegjelöléseként.